# Йоргос Даларас
Йоргос Даларас (грец. Γιώργος Νταλάρας, 29 вересня 1949, Пірей) — грецький музикант, комозитор, співак.

## Біографія
Виріс в родині музикантів. Батько Лукас Даларас — один з провідних музикантів рембетики. Йоргос Даларас записав першу пісню свого батька, граючи на бузукі в клубі Сту-Стелакі. Записаний трек в 1967 році «Προσμονή» став для молодого співака перепусткою на професійну сцену — невдовзі він підписав контракт із власником клубу в Афінах — Макісом Матсасом. Рік по тому Даларас вже працював із Маносом Лоізосом та Георгіосом Мітсакісом, а також записав свій перший альбом.
Прорив кар'єри співака відбувся 1974 року, коли Даларас виконувати пісні Мікіса Теодоракіса, і почав працювати в тісному контакті з музикантами рембетики, що працювали разом із ними над проектом, присвяченим 50-річчю цього жанру. Концерти на олімпійському стадіоні в Афінах та театрі Орфей 1983 року мали приголомшливий успіх — продано понад 100 тисяч квитків.
Світову кар'єру Йоргос Даларас почав на початку 1980-х років, з'являючись на сцені Паризького концерт-холу Олімпія, на європейському фестивалі в Брюсселі та фестивалі молоді в Москві (1985). Взимку 1981-1982 років пройшла постановка «Super Star» режисера Пантеліса Вулгаріса, в якій також взяли участь Глікерія та Маргарита Зорбала. Все частіше в його репертуарі були грецькі народні пісні та пісні на громадсько-політичну тематику. Особливо важливою була його участь у кіпрському питанні.
У 1994—1995 роках Даларас брав участь у великих концертах, присвячених Мікісу Теодоракісу в Одеоні Ірода Аттичного, та концертах в Афінському концерт-холі «Мегарон», лондонському стадіон Вемблі та на сцені чиказького театру.
Серед музикантів, що співпрацювали із Йоргосом Даларасом, не тільки грецькі музикати рембетики, зокрема, Алкістіс Протопсалті, але й іноземні зірки, наприклад, Пако де Лусія, Ел Ді Меола, Аріель Рамірез, Апостоліс Антімос, Брюс Спрінґстін, Пітер Ґебріел, Ґоран Бреґович.